# گل تاج‌خروس رشته‌ای
گل تاج خروس رشته‌ای(نام علمی: Celosia cristata) نام یک گونه از تیره تاج‌خروسیان است.